# David M. Rodriguez
David M. Rodriguez est un officier général américain de l'armée de terre des États-Unis né à West Chester (Pennsylvanie), ayant, depuis 2011, le grade de général.

## Carrière militaire

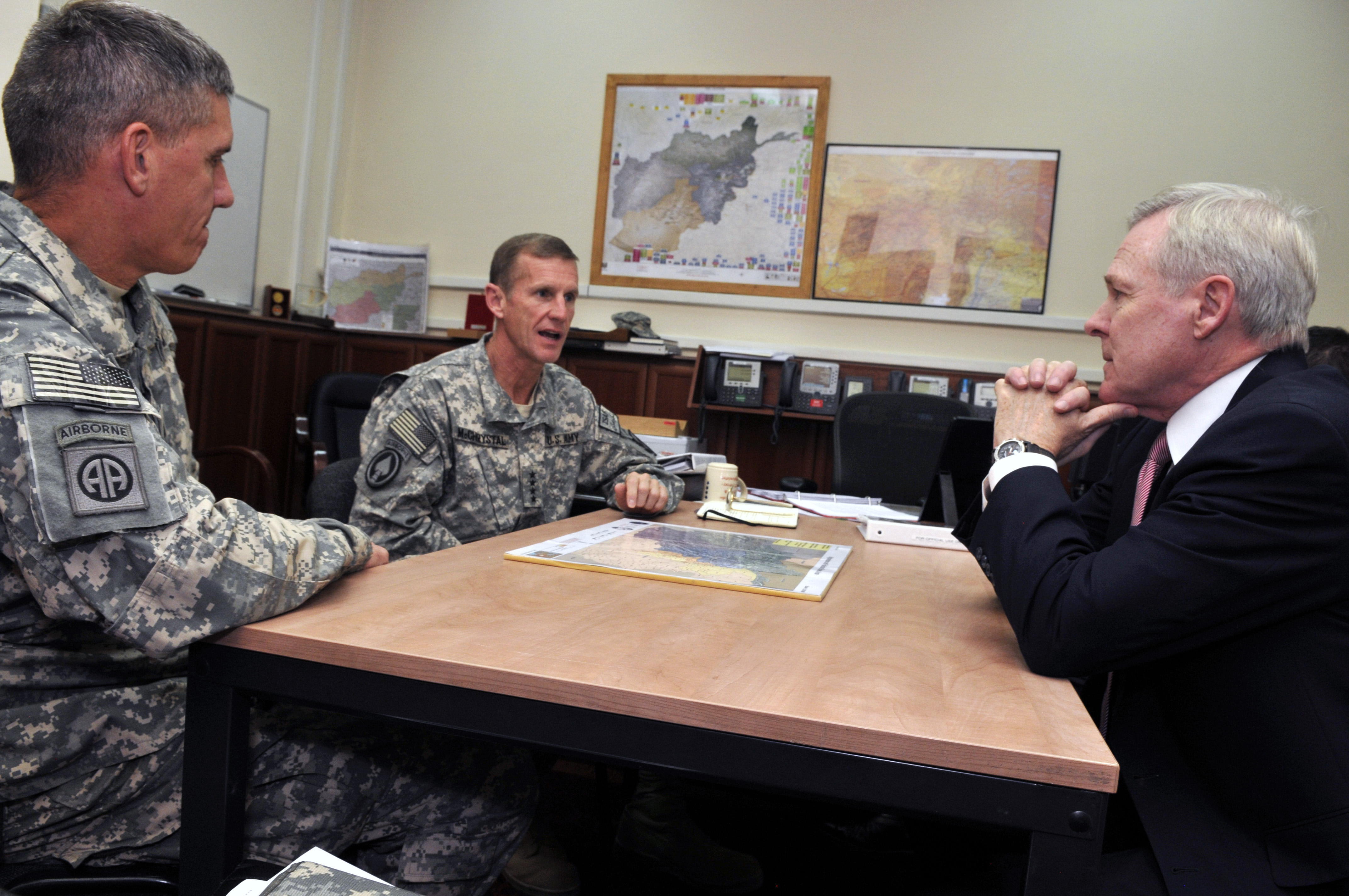
Les généraux Rodriguez et McChrystal avec le Secrétaire à la Marine Ray Mabus dans le quartier général de l'ISAF le 9 août 2009.

Il est sorti de l'académie militaire de West Point en 1976.
Il a notamment commandé  le 2e bataillon du 502e régiment de la 101e division aéroportée puis la 2e brigade de la 82e division aéroportée avant de diriger cette division d'avril 2006 à juillet 2008.
Il a été Senior Military Assistant to the Secretary of Defense de juillet 2008 à août 2009.
De juillet 2009 à août 2010, il a occupé le poste de commandant du "Joint Command" de la Force internationale d'assistance et de sécurité et était l'adjoint du général McChrystal en Afghanistan.
Il dirige ensuite le United States Army Forces Command et en octobre 2012, il est désigné à la tête du United States Africa Command.

## Promotions
| Rang | Date de promotion |
| ---- | ----------------- |
| 2LT  | 2 juin 1976       |
| 1LT  | 2 juin 1978       |
| CPT  | 1er août 1980     |
| MAJ  | 1er décembre 1987 |
| LTC  | 1er avril 1993    |
| COL  | 1er août 1997     |
| BG   | 1er juillet 2002  |
| MG   | 15 juillet 2005   |
| LTG  | 29 juillet 2008   |
| GEN  | 12 septembre 2011 |